# Kurze Straße (Hannover-Mitte)

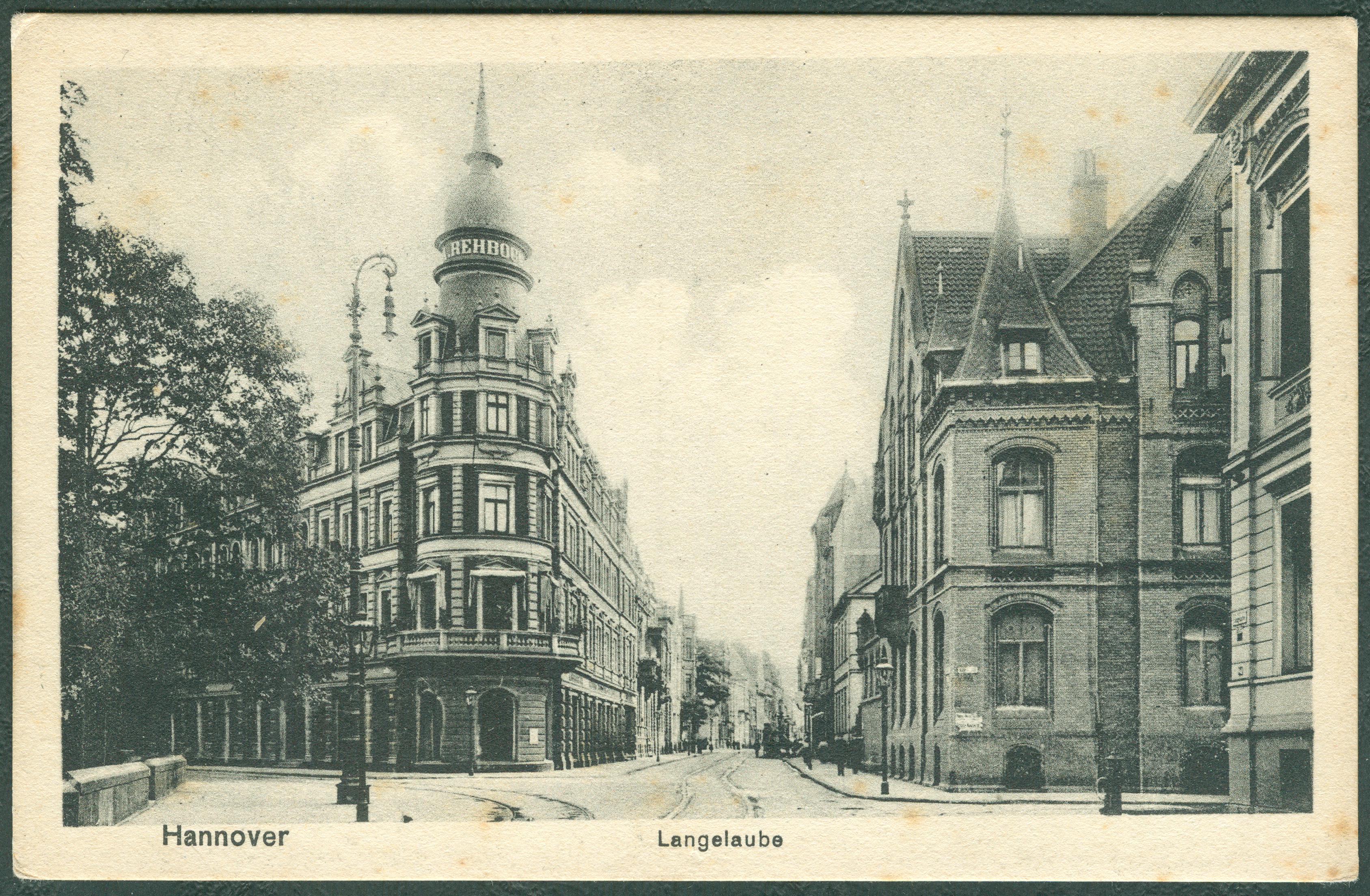
Blick durch die Lange Laube in Höhe des Neustädter Friedhofs: Links das Eckgebäude von A. Rehbock Witwe, Möbelfabrik an der Josephstraße; rechts die Eckgebäude an der Kurzen Straße;
Ansichtskarte Nr. 1748 von F. Astholz jun., Lichtdruck, um 1905

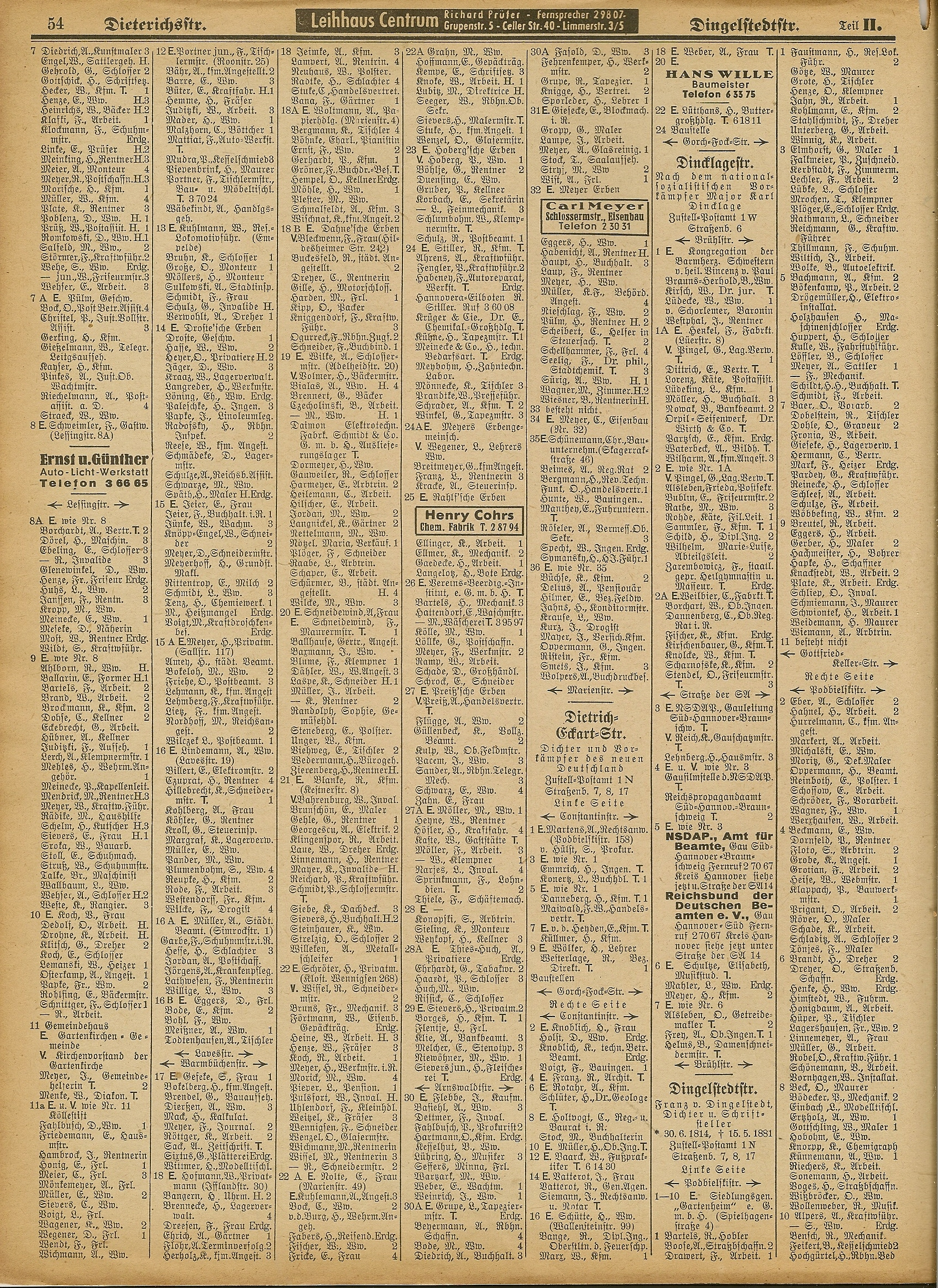
Seite aus dem Adressbuch Hannover von 1942 mit den Namen der Eigentümer und Hauptmieter in der Dincklagestraße

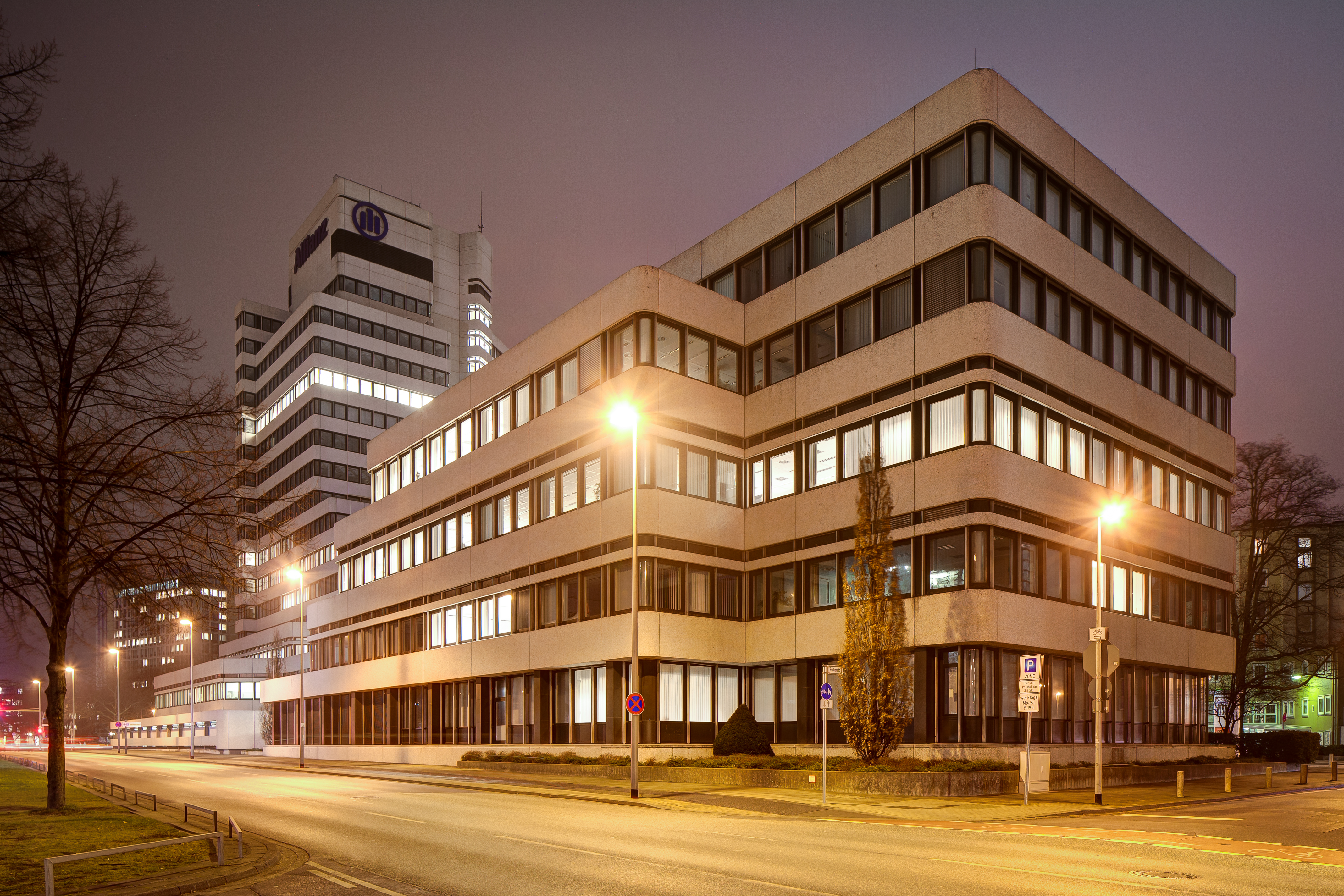
Die Kurze Straße wurde mit dem Anfang der 1970er Jahre errichteten Allianz-Hochhaus überbaut

Die Kurze Straße in Hannover war ein Verkehrsweg, der von der Brühlstraße zur Straße Lange Laube führte.

## Geschichte

### Die Anfänge
Die Straße wurde ursprünglich „Todtenstraße“ benannt, da sie direkt auf den Knick am Neustädter Friedhof an der ehemaligen Josephstraße zuführte. Zur Zeit des Königreichs Hannover wurde die Straße im Jahr 1845 „wegen ihrer Form“ in Kurze Straße umbenannt.

### Ab 1933
Nach der Machtergreifung durch die Nationalsozialisten hieß die Straße ab 1933 und bis zum Ende des Zweiten Weltkriegs Dincklagestraße, laut dem Adressbuch von Hannover von 1942 „nach dem nationalsozialistischen Vorkämpfer Major Karl Dincklage“.
Um 1942 war der damalige Fabrikant Franz Henkel Eigentümer der beiden Gebäude Dincklagestraße 1A und 2, wo unter anderem der Bildhauer August Waterbeck einer seiner Mieter war. Die ebenfalls dort befindlichen Büroräume des Orpil Seifenwerks lagen in beinahe unmittelbarer Nachbarschaft mit der auf der anderen Straßenseite untergebrachten NSDAP-Gauleitung Süd-Hannover-Braunschweig an der Ecke der damaligen „Straße der SA“. Auch die „Gaufilmstelle der NSDAP“ und das Reichspropagandaamt des Gaues hatten ihren Sitz in der Dincklagestraße.
1945 wurde die Straße auf Befehl der Britischen Militärbehörden wieder in Kurze Straße umbenannt.
Im Jahr 1970 wurde die Kurze Straße „aufgehoben“.